# IV. León bizánci császár
IV. León (görögül: Λέων Δ΄, (Konstantinápoly, 750. január 25. – ?, 780. szeptember 8.), uralkodott 775. szeptember 14. – 780. szeptember 8.) a Bizánci Birodalom császára volt, aki V. Kónsztantinosz és első, kazár felesége, Tzitzak/Eiréné egyetlen gyermeke volt. Rövid uralkodása alatt sokat enyhült a képromboló császári politika.
750. január 25-én született Konstantinápolyban, és 751-ben lett apja társcsászára. Mivel számos féltestvérrel, köztük öt fivérrel áldotta meg a sors, különös jelentőséget kapott fia, a kiskorú Kónsztantinosz társcsászárrá koronázása 776. április 24-én. Az uralkodó kiemelten hangsúlyozta, hogy kifejezetten a hadsereg követelésére tett így, és írásbeli hűségnyilatkozatot követelt minden hadparancsnoktól és szenátortól, sőt a polgári csoportok képviselőitől. Mindennek ellenére legidősebb fivérei, a 769 óta kaiszari rangot viselő Niképhorosz fellázadtak ellene.
León az összeesküvés felgöngyölítése után ismételten alattvalói segítségét kérte, ezért elítélésükre silentiumot hívott össze. Niképhoroszt és Khrisztophoroszt szerzetesként Athénba száműzték. A császár azonban nem tett semmit négy másik öccse ellen, sőt a legkisebbik, Eudokimosz is nobilisszimosz rangot kapott Nikétaszhoz és Anthimoszhoz hasonlóan, Khrisztophorosz pedig megtarthatta kaiszari címét.
León intézkedéseire nagy hatással volt athéni származású felesége, Eiréné, aki képtisztelő irányba terelte férje vallási elképzeléseit. Ezzel magyarázható, hogy a császár képtisztelő pátriárkát tett trónra, és csak egyetlen, atyja módszereihez képest enyhe megtorló intézkedést ismerünk ötéves regnálása alatt (780-ban néhány rangos hivatalnokot korbácsoltak meg és börtönöztek be hitük melletti kiállásuk miatt).
Uralkodása alatt kisebb csatákat vívott az arabok ellen, illetve apja nyomdokain haladva a bolgárok ellen is hadat tervezett indítani, ám ebben korai, ismeretlen okból bekövetkezett halála megakadályozta. A trónon egyetlen gyermeke, a tízéves VI. Kónsztantinosz követte a később egyeduralkodóvá váló Eiréné erős befolyása alatt.

## Külső hivatkozások
- Georg Ostrogorsky: A bizánci állam története. Budapest, Osiris, 2003. ISBN 963-389-383-6

| Előző uralkodó: V. Kónsztantinosz | Bizánci császár 775 – 780 | Következő uralkodó: VI. Kónsztantinosz |